# A.E. Neas Kīfisias
L'A.E. Neas Kīfisias (noto anche come A.E.N.K. o A.E.N. Kīfisias) è una società cestistica avente sede a Kifisià, in Grecia. Fondata nel 1994, la sezione maschile di pallacanestro ha iniziato la sua storia nel 1996 e attualmente gioca nel massimo campionato greco.
Dal 2013-14, anno della storica prima partecipazione alla massima serie ellenica, disputa le partite interne nella Zirineio Indoor Hall, sebbene la sede della squadra sia sempre stata la Palestra "Vikelas" (la quale tuttavia ha una capienza di soli 600 spettatori).

## Palmarès
- A2 Basket League: 1

2012-2013